# La Paz, Tarlac
La Paz là một đô thị hạng 3 ở tỉnh Tarlac, Philippines. Theo điều tra dân số năm 2000, đô thị này có dân số 52.07 người trong 10.61 hộ.

## Hành chính
La Paz được chia thành 21 barangay:
| - Balanoy - Bantog-Caricutan - Caramutan - Caut - Comillas - Dumarais - Guevarra - Kapanikian - La Purisima - Lara - Laungcupang | - Lomboy - Macalong - Matayumtayum - Mayang - Motrico - Paludpud - Rizal - San Isidro (Pob.) - San Roque (Pob.) - Sierra |